# Piper secundum
Piper secundum är en pepparväxtart som beskrevs av Ruiz & Pav.. Piper secundum ingår i släktet Piper och familjen pepparväxter. Inga underarter finns listade i Catalogue of Life.